# Yasuhiro Fukuda
Yasuhiro Fukuda (japanisch 福田 恭大 Fukuda Yasuhiro; * 13. März 1992 in Okayama) ist ein ehemaliger japanischer Fußballspieler.

## Karriere
Fukuda erlernte das Fußballspielen in der Schulmannschaft der Tamano Konan High School und der Universitätsmannschaft der Osaka-Gakuin-Universität. Seinen ersten Vertrag unterschrieb er 2014 bei FC Ryūkyū. Der Verein spielte in der dritthöchsten Liga des Landes, der J3 League. Für den Verein absolvierte er drei Ligaspiele. Im Juli 2015 wechselte er zu FC Osaka. Für den Verein absolvierte er fünf Ligaspiele. Ende 2016 beendete er seine Karriere als Fußballspieler.